# Älvestad
Älvestad är kyrkbyn i Älvestads socken i Motala kommun i Östergötlands län. Orten ligger cirka 14 kilometer nordöst om Skänninge och cirka 14 kilometer söder om Borensberg.
I orten ligger Älvestads kyrka.